# Іграшковий театр
Іграшковий театр (також відомий як паперовий театр і театр-модель) — форма мініатюрного театру, відома з початку XIX століття в Європі. Іграшковий театр часто друкували на картонних листівках, як комплекти в торговій палатці оперного театру, іграшкового театру, театру водевіль. Іграшкові театри ставили в будинках і виконувалися для членів сім'ї та їхніх гостей, іноді під живий музичний супровід. В кінці 19 століття на Європейській арені, іграшковий театр став менш популярний через проникнення реалізму на сцену і неодноразово з ростом популярності телебачення після Другої світової війни. Проте відродження іграшкового театру спостерігається в останні роки, серед багатьох лялькарів, авторів та режисерів, а також організовувалися численні міжнародні фестивалі іграшкових театрів в Америці та Європі.

## Історія

### Кінець XVIII—початок XIX століття
Оригінальні іграшкові театри були репродукціями популярних ігор, продавалися як комплекти, включаючи естраду, декорації, персонажів та одяг. В англійських театрах та комерційних театрах, вони були надруковані на картоні для «Penny Plain, Twopence Coloured.». Любителі часто ходили допомагати розмальовувати комплекти фарбами, а також прикрашали іграшкових персонажів шматками тканин та мішурою. У першій половинні XIX століття, іграшкові театри показали Лондону 300 найпопулярніших п'єс Лондона. Видавці відправляли митців до театрів Лондона григоріанського і вікторіанського періоду, щоб навчатися виробляти декорації, костюми та театральні позиції, які були досить вдалими тоді. Керівники театру часто надавали вільні місця таким митцям, оскільки театральні іграшкові листівки були чудовою безоплатною рекламою.

### Кінець XIX—початок XX століття
Театральна сцена, на початку 19 століття, базувалася більше на виставі, ніж на глибині сюжету чи характеру, і ці характеристики надали ефективну форму лялькового театру. Ближче до кінця XIX століття, Європейська популярна драма надала свою перевагу напряму реалізму. Драматургічне забарвлення якого складалося з психологічної складності жанру та постановок, де використовувалися звичайні тривимірні сценічні елементи. Ляльковий театр навіть не міг конкурувати із повною тенденцією, оскільки постановляв драми 50-річної давності, які вийшли з моди, тож про лялькові театри згодом забули.
Попри зниження своєї популярності, іграшковий театр залишився в галузі впливових художників, які відстоювали їхнє відродження. У 1884 британський письменник Роберт Луїс Стівенсон написав есе присвятивши його крихітній, величній, театральній іграшці під назвою «Penny Plain, Twopence Coloured». Інші дитячі автори, такі як Льюїса Керролла і Ганс Крістіан Андерсен також пробували себе в іграшковому театрі, так само як і Оскар Вайлд. Обидва брати Джек і Вільям Батлер Єйтс використовували іграшкові театри, як макети для їхньої роботи в галузі художнього і сценічного мистецтва. У XX столітті іграшковий театр почав діяти в напрямі авангарду з елементами футуризму, засновником якого був Ф. Т. Марінетті, а також Пабло Пікассо. Кінорежисери, такі як Інгмар Бергман і Орсон Веллс використовували іграшкові театри, як основи для своїх кінематографічних шедеврів, і Лоуренс Олів'є також зробив іграшковий театр для його кіноверсії «Гамлет», вирізавши з невеликого паперу свою копію для головної ролі. У 1950-х після наступної хвилі, іграшковий театр зазнав ще одного занепаду, будучи замінений телевізорами у вітальнях, які не потребували живих операторів, які керують процесом персонажів, історій та музичних номерів, які осяювалися в електронному вигляді та проєктувалися на склі електронно-променевої трубки: телебаченні.

### Кінець XX—початок XXI ст.
Іграшковий театр швидко відродився. Колекціонери й традиціоналісти виконували відновлені версії п'єс вікторіанської епохи, у той час як експериментальні ляльководи обмежували стилі, переробляли твори Ісаака Бабеля та Італо Кальвіно, а також, неоспіваних оповідачів, друзів, сусідів, родичів і самих себе. Сучасний іграшковий театр може використовувати будь-які доступні технології й стосуватися будь-якої теми. Численні міжнародні іграшкові театральні фестивалі регулярно відбуваються в Америці і Європі, залучаючи багатьох відомих акторів, музикантів і авторів до їхньої сцени.

## Будівництво і формат
Масове виробництво театральних іграшок продавалося у вигляді друкованих чорно-білих, різноколірних картинок, а також авансцен, декорацій, наборів, реквізитів і символів. Листи наклеювалися на тонкому картоні, вирізалися, а потім складалися для того, щоб відтворити п'єсу. Фігури прикріплювалися до невеличких паличок, дротиків, або ниток, які дозволяли іграшкам рухатися на знімальному майданчику. Підвищувалася якість театральних іграшкових фігур, надавши їм рухових елементів, і ці постановки включали живі чи попередньо записані звукові ефекти та музику.